# Język dzindza
Język dzindza, także: jinja, zinza – język z rodziny bantu, używany w Tanzanii i Ugandzie. W 1971 roku liczba mówiących wynosiła ok. 66 tysięcy.